# 배달의민족
배달의민족은 우아한형제들(Woowa Bros.)에서 운영하는 대한민국 배달 주문 서비스 브랜드명이다. 2016년 배달의 민족 브랜딩 과정을 담은 '배민다움'이라는 책을 출판했다. 2019년 12월 딜리버리히어로가 배달의민족 운영사 우아한형제들의 국내외 투자자 지분 87%를 인수합병한다고 발표하였다. 김 의장은 최근 자신의 재산 절반을 사회에 기부하겠다고 약속하며 세계적 기부클럽 ‘더기빙플레지’에 한국인 최초, 전 세계 219번째로 이름을 올렸다. 그리고 2021년 4월 12일, 배달의 민족은 자영업자를 대상으로 한 배달의민족 신규 상품 '배민1(one)' 출시를 알렸다.2021년에 배달B마트도 출시되었다

## 서비스 연혁
- 2010년 6월 아이폰용 앱 개발 및 배포
- 2010년 10월 우아한 형제들 개인사업자 설립
- 2010년 11월 안드로이드 앱 개발 및 배포
- 2011년 3월 주식회사 우아한형제들 법인 전환
- 2014년 2월 배달의민족 PC버전 배민닷컴 오픈

## 무료 폰트 배포
- 2012년 '배달의민족 한나체' 배포[6]
- 2014년 '배달의민족 주아체' 배포[6]
- 2015년 기존 '배달의민족 한나체' 재정비하여 '배달의민족 한나는열한살체' 배포[6]
- 2015년 '배달의민족 도현체' 배포[6]
- 2016년 '배달의민족 연성체' 배포[6]
- 2017년 '배달의민족 기랑해랑체' 배포[6]
- 2018년 '배달의민족 한나체 Air' 배포[6]
- 2018년 '배달의민족 한나체 Pro' 배포[6]
- 2019년 '배달의민족 을지로체' 배포[6]
- 2020년 '배달의 민족 을지로10년후체' 배포[7]

## 배민글꼴 라이선스
배달의 민족(이하 배민) 글꼴 라이선스는 대한민국의 IT분야에서 네이버 나눔글꼴처럼 기업의 가치가 사회적 기여로 이어지는 경영철학을 모범적으로 보여주는 폰토로 누구나 자유롭게 사용 및 수정배포할 수 있는 오픈라이센스 글꼴중 하나이다.

## 같이 보기
- SIL 오픈 폰트 라이선스